# Lokuta (Türi)
Lokuta is een plaats in de Estlandse gemeente Türi, provincie Järvamaa. De plaats heeft de status van dorp (Estisch: küla).

## Bevolking
De ontwikkeling van het aantal inwoners blijkt uit het volgende staatje:
| Jaar            | 2000 | 2011 | 2021 |
| --------------- | ---- | ---- | ---- |
| Aantal inwoners | 188  | 178  | 65   |

## Ligging
Lokuta is het westelijke buurdorp van de stad Türi. De Tugimaantee 15, de secundaire weg van Tallinn via Rapla naar Türi, en de rivier Lokuta komen door het dorp. De spoorlijn Tallinn - Viljandi komt ook door het dorp, maar heeft hier geen station.

## Geschiedenis
Lokuta werd voor het eerst genoemd in 1455 onder de naam Lockotow. Vanaf 1460 lag het dorp op het landgoed van Tecknal. Die naam is afkomstig van de eerste eigenaar, Hans Teckenagel. De laatste eigenaar voordat het landgoed in 1919 door het onafhankelijk geworden Estland werd onteigend, was baron Georg Rausch von Traubenberg. Het landhuis van het landgoed bestaat nog en ligt op het grondgebied van de stad Türi. Het is wel ingrijpend verbouwd; waar het hele gebouw oorspronkelijk maar één woonlaag had, heeft het rechterdeel een verdieping erbovenop gekregen. Het is in gebruik als kleuterschool; de Estische naam van de school is overigens Lokuta Lasteaed. In het dorp Kolu staat de grafkapel van de familie Rausch von Traubenberg.
In 1467 heette het dorp Lokete en in 1531 Lokota. In 1977 werd het buurdorp Kihli bij Lokuta gevoegd.

## Geboren in Lokuta
- Johannes Hiob (1907-1942), componist en organist[1]